# Phyllolabis myriosticta
Phyllolabis myriosticta är en tvåvingeart som beskrevs av Alexander 1945. Phyllolabis myriosticta ingår i släktet Phyllolabis och familjen småharkrankar. Inga underarter finns listade i Catalogue of Life.